# Impasse de Bergame
L'impasse de Bergame est une voie située dans le quartier de Charonne du 20e arrondissement de Paris.

## Situation et accès
L'impasse de Bergame est desservie à proximité par la ligne 9 à la station Buzenval.

## Origine du nom
Elle porte le nom de la ville italienne de Bergame.

## Historique
Cette voie de l'ancienne commune de Charonne est ouverte vers 1825 sous le nom d'« impasse Chabrol ».
Classée dans la voirie parisienne en vertu du décret du 23 mai 1863, elle prend sa dénomination actuelle par un arrêté du 1er février 1877.